# 番神山政三郎
番神山 政三郎（ばんしんざん せいざぶろう、1909年1月17日 - 1982年1月7日）は、新潟県刈羽郡（現：新潟県柏崎市）出身の元大相撲力士。本名は長谷川 政三郎（はせがわ せいざぶろう）。

## 来歴
1909年1月17日に新潟県刈羽郡（現：新潟県柏崎市）で生まれる。尋常高等小学校を卒業後に前橋の作り酒屋へ奉公に出たが、周囲から勧められて出場した宮相撲で優勝したところを雷部屋の元力士・群馬ヶ嶽に見出されて雷部屋に入門、1927年1月場所で初土俵を踏んだ。入門から僅か半年後に雷が死去すると、所属していた力士全員が白玉部屋へ転属、ところが白玉もまもなく没したことから八角部屋へ再転属するなど、いくつかの部屋を転々とする生活が続いた。
日々変わる生活に慣れたのか順調に出世していき、1930年5月場所で新十両昇進を果たした。1932年1月6日に春秋園事件が勃発すると日本相撲協会を一時脱退するが翌年1月場所で協会に帰参、十両格別席として土俵に戻った。その場所を10勝1敗として十両の最高成績となったが、同じ帰参組だった綾曻竹藏も同点だったことで、両者の地位序列が不明なため当時制度外ながら優勝決定戦を行い、敗れたものの、1934年1月場所には新入幕を果たした。
幕内では上位の壁を破れず、胃腸障害もあって三役に昇進することもなく、最高位は前頭2枚目に留まった。それでも堂々たる体格を生かして強烈な突っ張りを多く繰り出す取り口で、1934年5月場所の天覧相撲では優勝したことで「太刀山の再来」と将来を期待されたが、胃腸の状態が悪く大成できなかった。それでも1936年1月場所ではこの場所が新横綱の武藏山武を下手捻りで破って獲得した金星が、数少ない殊勲の星だった。
1941年5月場所において幕下陥落が決まったことで現役を引退、年寄・雷を襲名した。伊勢ヶ濱部屋所属の年寄から戦後は一時的に雷部屋を経営し、明治時代以来の「名門・雷部屋」を復興しようとしたが、まもなく部屋を閉鎖して立浪部屋所属の年寄として、停年退職まで後進の指導にあたった。1982年1月7日に死去、72歳没。

## 主な成績
- 通算成績：119勝139敗1分10休　勝率.461
- 通算幕内成績：57勝73敗1分　勝率.438
- 通算在位：26場所
- 幕内在位：11場所
- 金星：1個（武藏山武）
- 各段優勝：幕下優勝1回（1931年1月場所）

### 場所別成績
| 1927年 （昭和2年） | （前相撲）           | （前相撲）         | 序ノ口 4–2              | 東序ノ口22枚目 5–1 |
| 1928年 （昭和3年） | 西序二段42枚目 5–1   | 西序二段16枚目 5–1 | 西三段目43枚目 5–1      | 西三段目43枚目 6–0 |
| 1929年 （昭和4年） | 東三段目3枚目 4–2    | 東三段目3枚目 3–3  | 西幕下23枚目 3–3        | 西幕下23枚目 4–2   |
| 1930年 （昭和5年） | 東幕下11枚目 5–1     | 東幕下11枚目 3–1   | 東十両10枚目 3–8        | 東十両10枚目 3–8   |
| 1931年 （昭和6年） | 東幕下5枚目 優勝 7–0 | 東幕下5枚目 4–2    | 東十両6枚目 7–4         | 東十両6枚目 4–5–2  |
| 1932年 （昭和7年） | 東十両4枚目 – 脱退   | x                  | x                       | x                  |
| 1933年 （昭和8年） | 十両 10–1            | x                  | 東十両2枚目 8–3         | x                  |
| 1934年 （昭和9年） | 西前頭9枚目 6–5      | x                  | 西前頭8枚目 9–2         | x                  |
| 1935年 （昭和10年） | 東前頭2枚目 4–7      | x                  | 西前頭6枚目 6–5         | x                  |
| 1936年 （昭和11年） | 西前頭3枚目 4–7 ★    | x                  | 西前頭9枚目 4–7         | x                  |
| 1937年 （昭和12年） | 西前頭12枚目 4–6 1分 | x                  | 東前頭16枚目 7–6        | x                  |
| 1938年 （昭和13年） | 東前頭11枚目 5–8     | x                  | 東前頭18枚目 6–7        | x                  |
| 1939年 （昭和14年） | 西十両筆頭 7–6       | x                  | 西前頭18枚目 2–13       | x                  |
| 1940年 （昭和15年） | 東十両5枚目 7–8      | x                  | 東十両10枚目 6–9        | x                  |
| 1941年 （昭和16年） | 西十両14枚目 1–14    | x                  | 東幕下10枚目 引退 0–0–8 | x                  |
| 各欄の数字は、「勝ち-負け-休場」を示す。 優勝 引退 休場 十両 幕下 三賞：敢=敢闘賞、殊=殊勲賞、技=技能賞 その他：★=金星 番付階級：幕内 - 十両 - 幕下 - 三段目 - 序二段 - 序ノ口 幕内序列：横綱 - 大関 - 関脇 - 小結 - 前頭（「#数字」は各位内の序列） |                      |                    |                         |                    |

### 幕内対戦成績
| 青葉山   | 0    | 2 | 安藝ノ海 | 0 | 2    | 旭川   | 1 | 0  | 綾川     | 2 | 1 |  |  |  |
| 綾錦     | 1    | 0 | 綾昇     | 2 | 1    | 綾若   | 2 | 1  | 五ツ嶋   | 0 | 1 |  |  |  |
| 射水川   | 1    | 1 | 大潮     | 2 | 0    | 大浪   | 1 | 0  | 小野錦   | 1 | 0 |  |  |  |
| 大蛇潟   | 0    | 1 | 海光山   | 1 | 1    | 鏡岩   | 0 | 1  | 笠置山   | 2 | 1 |  |  |  |
| 鹿嶋洋   | 0    | 1 | 桂川     | 1 | 1    | 金湊   | 1 | 1  | 九州山   | 2 | 2 |  |  |  |
| 錦華山   | 2    | 0 | 古賀ノ浦 | 1 | 0    | 小嶋川 | 0 | 1  | 駒ノ里   | 2 | 3 |  |  |  |
| 相模川   | 0    | 1 | 鯱ノ里   | 2 | 0    | 新海   | 0 | 3※ | 神東山   | 1 | 0 |  |  |  |
| 大邱山   | 1(1) | 3 | 高登     | 4 | 2    | 太刀若 | 2 | 1  | 楯甲     | 0 | 3 |  |  |  |
| 玉錦     | 0    | 1 | 太郎山   | 1 | 0    | 銚子灘 | 0 | 1  | 筑波嶺   | 3 | 0 |  |  |  |
| 出羽ノ花 | 1    | 2 | 出羽港   | 0 | 2    | 富ノ山 | 0 | 2  | 巴潟     | 2 | 1 |  |  |  |
| 能代潟   | 0    | 1 | 羽黒山   | 0 | 2    | 磐石   | 1 | 2  | 冨士ヶ嶽 | 0 | 1 |  |  |  |
| 双葉山   | 0    | 1 | 防長山   | 1 | 1(1) | 前田山 | 1 | 1  | 松ノ里   | 0 | 1 |  |  |  |
| 松前山   | 3    | 0 | 男女ノ川 | 0 | 2    | 武藏山 | 1 | 1  | 倭岩     | 0 | 1 |  |  |  |
| 大和錦   | 0    | 1 | 吉野岩   | 2 | 0    | 両國   | 0 | 2  | 和歌嶋   | 0 | 6 |  |  |  |

※さらに、新海と引分が1つある。